# Migliori prestazioni europee nella staffetta 4×100 metri
La lista delle migliori prestazioni europee nella staffetta 4×100 metri, aggiornata periodicamente dalla World Athletics, raccoglie i migliori risultati di tutti i tempi delle squadre europee nella specialità della staffetta 4×100 metri.

## Maschili
Statistiche aggiornate al 21 agosto 2022.
|     | Tempo | Atleta        | Luogo             | Data           |
| --- | ----- | ------------- | ----------------- | -------------- |
| 1.  | 37"36 | Gran Bretagna | Doha              | 5 ottobre 2019 |
| 2.  | 37"47 | Gran Bretagna | Londra            | 12 agosto 2017 |
| 3.  | 37"50 | Italia        | Tokyo             | 6 agosto 2021  |
| 4.  | 37"56 | Gran Bretagna | Doha              | 4 ottobre 2019 |
| 5.  | 37"60 | Gran Bretagna | Londra            | 21 luglio 2019 |
| 6.  | 37"61 | Gran Bretagna | Londra            | 22 luglio 2018 |
| 7.  | 37"67 | Gran Bretagna | Monaco di Baviera | 21 agosto 2022 |
| 8.  | 37"73 | Gran Bretagna | Siviglia          | 29 agosto 1999 |
| 9.  | 37"76 | Gran Bretagna | Londra            | 12 agosto 2017 |
| 10. | 37"77 | Gran Bretagna | Stoccarda         | 22 agosto 1993 |

## Femminili
Statistiche aggiornate al 14 giugno 2022.
|     | Tempo | Atleta        | Luogo     | Data              |
| --- | ----- | ------------- | --------- | ----------------- |
| 1.  | 41"37 | Germania Est  | Canberra  | 6 ottobre 1985    |
| 2.  | 41"49 | Russia        | Stoccarda | 22 agosto 1993    |
| 3.  | 41"53 | Germania Est  | Berlino   | 31 luglio 1983    |
| 4.  | 41"55 | Gran Bretagna | Tokyo     | 5 agosto 2021     |
| 5.  | 41"60 | Germania Est  | Mosca     | 1º agosto 1980    |
| 6.  | 41"62 | Germania      | Mannheim  | 29 luglio 2016    |
| 7.  | 41"65 | Germania Est  | Mosca     | 17 agosto 1985    |
| 8.  | 41"67 | Germania      | Berlino   | 1º settembre 2019 |
| 9.  | 41"68 | Germania Est  | Spalato   | 1º settembre 1990 |
| 10. | 41"69 | Germania Est  | Potsdam   | 21 luglio 1984    |